# 金田鬼一
金田 鬼一（かねだ きいち、1886年12月10日 - 1963年11月1日）は日本のドイツ文学者、翻訳家。
日本にグリム童話を紹介し、NHKラジオドイツ語講座の講師をも担当した。旧姓は山本。

## 経歴
1886年、東京府に生まれる。親は帝室博物館の職員。
京華中学校から第一高等学校を経て、1909年東京帝国大学文学部独文科卒業。
その後ドイツ帝国に留学中、第一次世界大戦勃発のため留学期間を短縮して、1914年10月20日に帰国。
第四高等学校教授の後、学習院高等科教授となり、成蹊高等学校（1939年 - 1942年）などでも講師を務めた。

## 著書
- 『「ソヴィエット」治下の勞農（露國に於ける文人生活）』（丸善學鐙編集室、『學鐙』第25号） 1921年
- 『寓話文学』（岩波文庫、岩波講座世界文学 第8巻） 1934年
- 『童話』（岩波文庫、岩波講座国語教育 第4巻）1937年
- 『地上天國』（政界往来社、政界往来 第9巻） 1938年

## 翻訳
- 「負けた人」（シュミットボン（ドイツ語版）、近代劇大系刊行会、近代劇大系7(独墺篇3）） 1922年
- 『世界童話大系2 独逸篇』（世界童話大系刊行会） 1924年
- 『世界童話大系3 独逸篇2』（世界童話大系刊行会） 1927年
- 『キルヒフェルトの牧師』（アンツェングルーベル、近代社、世界戯曲全集） 1928年
- 『あたし達死んでる者は蘇生つてから』（イプセン、近代社、世界戯曲全集） 1928年
- 『ダマスクスへ』（ストリンドベルク、近代社、世界戯曲全集） 1930年
- 『グリム童話集』（岩波文庫） 1929年 - 1934年